# The Ghost (film, 1913, West)
Pour les articles homonymes, voir The Ghost.
Ne doit pas être confondu avec The Ghost (film, 1913, Kirkwood).
The Ghost est un film américain réalisé par Raymond B. West, sorti en 1913.

## Fiche technique
- Dates de sortie :
  -  États-Unis : 13 novembre 1913